# Arthur Crispien

Arthur Crispien

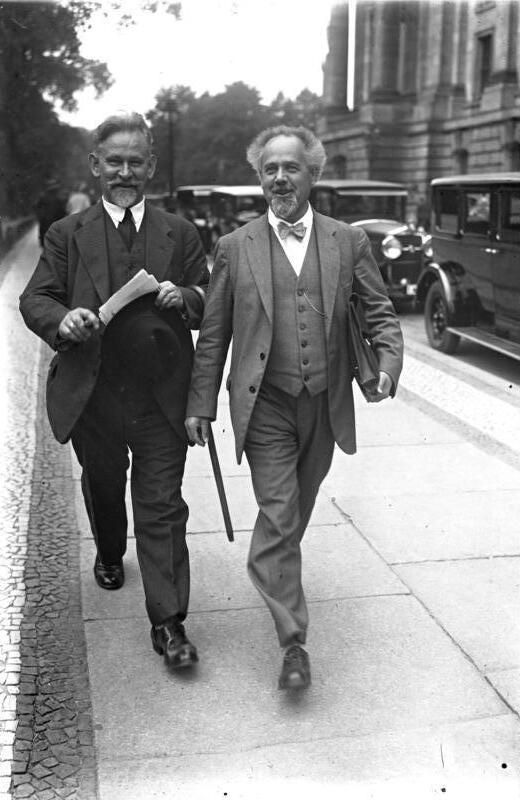
Wilhelm Dittmann und Arthur Crispien (rechts) (18. Juli 1930)

Arthur Crispien (* 4. November 1875 in Königsberg i. Pr.; † 29. November 1946 in Bern) war ein deutscher Politiker der SPD und USPD.

## Leben
Arthur Crispien lernte zunächst Theatermaler, besuchte zeitweise eine Kunstschule und arbeitete dann als Angestellter der neu gegründeten Krankenkasse in seiner Heimatstadt Königsberg. 1894 wurde er Mitglied der SPD und arbeitete später als Journalist für mehrere Parteiblätter, so wurde er 1904 Redakteur bei der Königsberger Volkszeitung und war 1910 in Danzig maßgeblich an der Gründung der Volkswacht beteiligt. Vor dem Ersten Weltkrieg war er von 1906 bis 1912 in Danzig Parteisekretär für Westpreußen und ab 1912 Redakteur bei der Schwäbischen Tagwacht in Stuttgart, wurde hier aber im November 1914 wegen seiner Kritik an der Burgfriedenspolitik der Parteiführung zusammen mit seinen Redaktionskollegen Jacob Walcher und Edwin Hoernle von seinen Funktionen entbunden. Anschließend gab Crispien, der in dieser Zeit mit der Spartakusgruppe sympathisierte und einige Monate inhaftiert war, die linksoppositionelle Wochenzeitung Der Sozialdemokrat heraus. Er wechselte 1917 zur USPD und war von 1919 bis 1922 deren Vorsitzender.
Nach der Revolution im Deutschen Reich wurde Crispien 1918 als Vizepräsident Mitglied der provisorischen württembergischen Regierung und war bis zum 10. Januar 1919 Innenminister in der provisorischen Landesregierung unter Wilhelm Blos; nach einem von der USPD gutgeheißenen Putschversuch von Spartakisten wurde er aus der Regierung entlassen. Am 12. Januar 1919 wurde er in den Württembergischen Landtag gewählt, legte sein Mandat jedoch bereits im April 1919 nieder, nachdem er Anfang März zusammen mit Hugo Haase zum Parteivorsitzenden der USPD gewählt worden war. 1920 wurde er Reichstagsabgeordneter und außenpolitischer Sprecher der USPD. Im Sommer nahm Crispien an Verhandlungen in Moskau über den Beitritt der Partei zur Komintern und über einen Zusammenschluss der USPD mit der KPD teil.
In den anschließenden parteiinternen Auseinandersetzungen, die im Herbst 1920 zur Spaltung der USPD führten, gehörte Crispien zu einer Minderheit, die sowohl die Annäherung an die KPD als auch den Kominternbeitritt ablehnte. Nachdem sich der größte Teil der verbliebenen USPD und die MSPD 1922 auf dem Parteitag in Nürnberg wieder zur SPD vereinigt hatten, war er ab 1922 für die SPD Abgeordneter im Reichstag und gleichzeitig bis 1933 einer von zwei bzw. drei Vorsitzenden. Faktisch hatte er aber innerhalb der Partei wenig Einfluss. Umso aktiver war er dafür im Rahmen der Sozialistischen Arbeiter-Internationale.
Nach der Machtübernahme der Nationalsozialisten am 30. Januar 1933 floh Crispien noch vor dem Reichstagsbrand über Österreich in die Schweiz ins Exil, wo er den Zweiten Weltkrieg überlebte. An der Führung der Exil-SPD nahm er somit anders als Hans Vogel und Otto Wels nicht teil. Im April 1937 wurde er im Deutschen Reich ausgebürgert. Crispien starb in Bern am 29. November 1946 im Alter von 71 Jahren.

## Veröffentlichungen
- Im Kampf um unsere Grundsätze. Tatsachenmaterial zum Gewaltstreich des Landesvorstandes der Sozialdemokraten Württembergs gegen die politische Redaktion der Schwäbischen Tagwacht. Hammer, Stuttgart 1914.
- Eine Abrechnung mit den Rechtssozialisten. Rede von Artur Crispien gehalten am 29. Juni 1919 auf der Generalversammlung des Verbandes der Unabhängigen Sozialdemokratischen Vereine Berlins und Umgegend. Verlags-Genossenschaft „Freiheit“, Berlin 1919.
- Programm und Taktik der U.S.P.D. in ihrer geschichtlichen Entwicklung. Rede von Arthur Crispien geh. auf d. Leipziger Parteitag der U.S.P.D. (30. November bis 3. Dezember 1919). Linden-Dr. & Verlags-Ges., Berlin 1920.
- U.S.P.D. trotz alledem! Rede des Genossen Arthur Crispien auf dem Parteitag in Halle. Verlags-Genossenschaft „Freiheit“, Berlin 1920.
- Die Internationale. Vom Bund der Kommunisten bis zur Internationale der Weltrevolution. 2., erw. Auflage. Verlags-Genossenschaft „Freiheit“, Berlin 1920.
- Überflüssige Menschen. Grundsätzliche Bemerkungen und praktische Vorschläge zur Frage der Bevölkerungspolitik.   Verlags-Genossenschaft „Freiheit“, Berlin 1921.
- Glossen eines vaterlandslosen Gesellen. Material für sozialistische Bekenntnisse gegen bürgerliche Schmähungen. Verlags-Anstalt Volksstimme, Hagen 1922.
- Arbeiterblut darf nicht vergossen werden. Rede des Abgeordneten Crispien im Reichstag am 20. März 1925. Singer, Berlin 1925.
- Marxistisches ABC. Zusammengestellt und erläutert von Arthur Crispien, Dietz, Berlin 1931.
- Die Sozialdemokratie und die Reparationen. J. H. W. Dietz, Berlin 1932.